# Marcin Koniusz
Marcin Krzysztof Koniusz (n. 12 septembrie 1983, Sosnowiec, Polonia) este un scrimer polonez specializat pe sabie, vicecampion european la individual în 2004 și dublu vicecampion european pe echipe în 2004 și 2005.
A participat la Jocurile Olimpice de vară din 2008 de la Beijing, unde a fost eliminat în tabloul de 32 de germanul Nicolas Limbach.